# Cortona
Cortona ([korˈtoːna]) è un comune italiano di 20 877 abitanti della provincia di Arezzo in Toscana.
Antica lucumonia facente parte della dodecapoli etrusca, è situata a sud della provincia di Arezzo vicino al confine con la regione Umbria.

## Geografia fisica

### Territorio

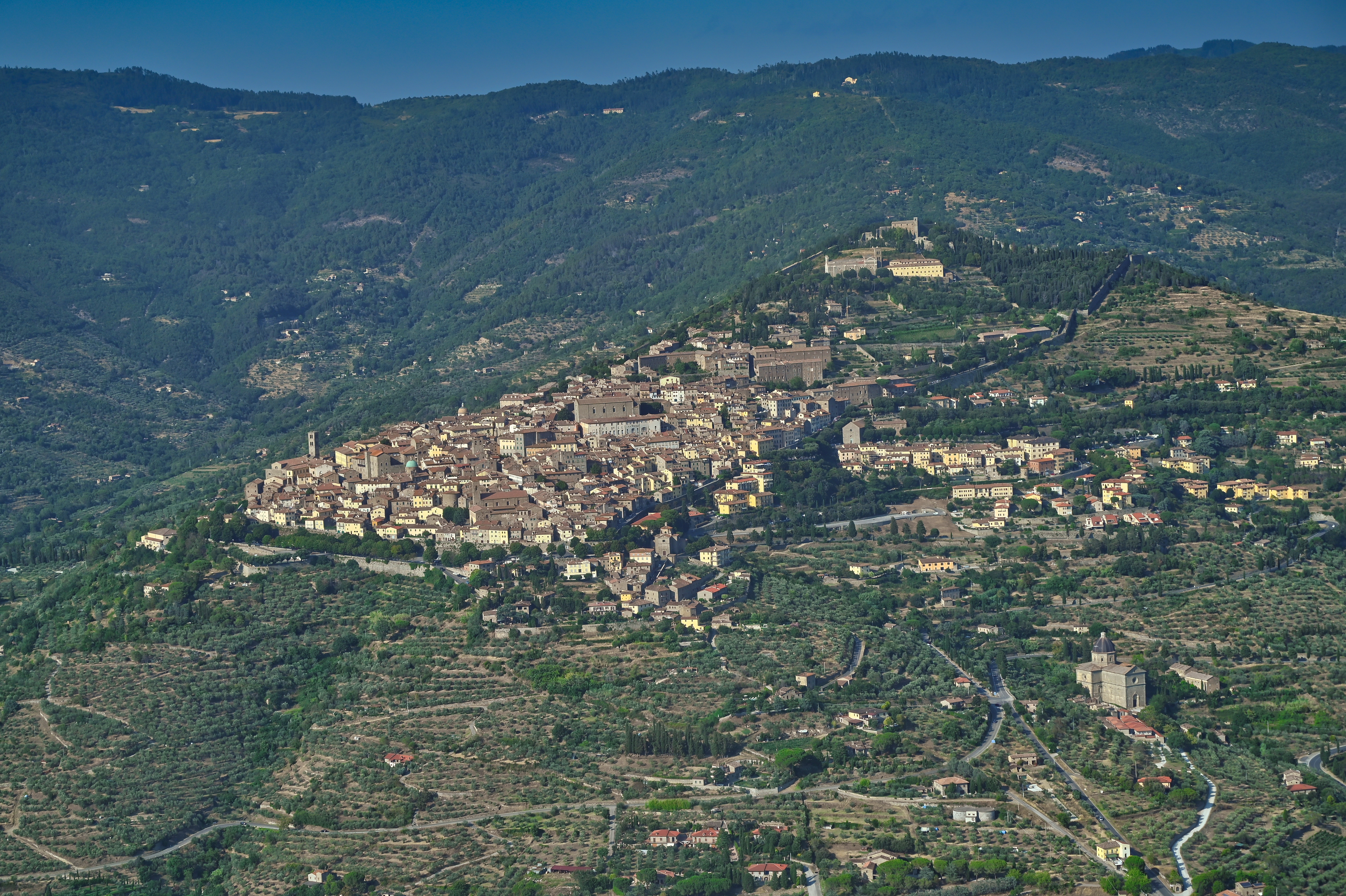
Veduta aerea di Cortona

Cortona si trova su una collina a quasi 500 metri sul livello del mare.

#### Confini
Il comune di Cortona presenta confini amministrativi distinti: 
- a est e sud confina con la regione Umbria, comprendendo i comuni umbri di Città di Castello, Umbertide, Lisciano Niccone, Tuoro sul Trasimeno e Castiglione del Lago;
- a sud-ovest, delimita la sua area con la provincia di Siena, confinando con i comuni senesi di Montepulciano, Torrita di Siena e Sinalunga;
- i restanti confini occidentali e settentrionali sono interni alla provincia di Arezzo stessa, dove Cortona confina con Foiano della Chiana a ovest, Castiglion Fiorentino a nord-ovest, e Arezzo a nord.

#### Morfologia e altimetria
Il territorio comunale può essere suddiviso in tre macroaree principali caratterizzate da specificità geomorfologiche ben definite:
- area montuosa preappenninica (ca. 158,6 km²): questa zona occupa la porzione settentrionale del territorio comunale ed è caratterizzata da rilievi rilevanti quali il monte Sant'Egidio (1055 m s.l.m.), il monte Castel Giudeo (1037 m s.l.m.) e il monte Ginezzo (928 m s.l.m.). La geologia di questa area è prevalentemente composta da macigno e galestro, con una piccola porzione di calcare compatto (alberese) situata a sud-est del centro storico di Cortona.
- area collinare intermedia (ca. 95 km²): è posizionata immediatamente al di sotto della zona montuosa e nell'area del chiuso. Le colline del chiuso (o chiucio), che caratterizzano il paesaggio della parte meridionale del comune, sono prevalentemente costituite da terreni pliocenici argillosi e tufacei. La collina di Pietraia, invece, presenta una formazione geologica differente, con galestro di origine eocenica. Nella zona di Farneta, inoltre, sono presenti strati lignitiferi testimoni di antiche sedimentazioni organiche.
- area pianeggiante della Valdichiana (ca. 114 km²): questa zona rappresenta la parte inferiore e agricola del territorio, ed è costituita principalmente da depositi alluvionali. La pianura della Valdichiana è un esempio emblematico delle bonifiche agricole storiche della Toscana.

#### Idrografia
Dal punto di vista idrografico, Cortona è attraversata da diversi corsi d’acqua che seguono due principali versanti separati da una catena montuosa. Questa catena si sviluppa a partire dal confine con Castiglion Fiorentino fino alle vicinanze del lago Trasimeno, disegnando una curva concava.
Il versante settentrionale convoglia le proprie acque nel fiume Tevere attraverso corsi d'acqua come il Nestore, la Minimella, la Minima e il Niccone, che penetrano nella regione Umbria prima di confluire nel fiume principale.
Il versante meridionale invece, riversa le proprie acque nel bacino della Chiana e, successivamente, nel fiume Arno. In quest’area, i torrenti principali, tra cui la Mucchia, l’Essolina, il Musarone, l’Esse, il rio di Loreto, il rio di Cegliolo e le reglie di Val di Spera e delle Chianacce, raccolgono le acque di un ampio bacino idrografico esteso per circa 45 km².

#### Paesaggio e uso del suolo
Dal punto di vista paesaggistico, il territorio di Cortona riassume tre elementi caratteristici tipici della Toscana: il paesaggio montuoso con la fitta copertura boschiva, quello collinare impreziosito da uliveti e cipressi e la vasta pianura agricola della Valdichiana, disseminata di fattorie e case rurali. Al centro di questa varietà territoriale, spicca il borgo storico di Cortona, testimonianza viva della ricca eredità storica e culturale della regione.

### Clima
Il territorio cortonese riflette il clima tipico delle zone submediterranee appenniniche, presentando una piovosità minima nei mesi estivi e massima in quelli autunno-invernali. Le precipitazioni annue sono comprese fra i 500 e i 1500 mm. Le temperature nei mesi di luglio e agosto superano i 30 °C, mentre nel mese di gennaio possono arrivare al di sotto di 0 °C.

### Dati
- Classificazione sismica: zona 2 (sismicità medio-alta), Ordinanza PCM 3519 del 28/04/2006
- Classificazione climatica: zona E, 2282 GR/G
- Diffusività atmosferica: media, Ibimet CNR 2002

## Origini del nome
Il nome di Cortona (latino Cortōna, greco antico Κόρτων, aggettivo etnico Cortōnensis, -e) è attestato in etrusco nella forma Curtun in un'iscrizione votiva in bronzo del III secolo a.C. rinvenuta proprio a Cortona.
Secondo il linguista Helmut Rix, l'etnico in etrusco era curthute (curѳute), attestato come gentilizio in un'iscrizione proveniente da Chiusi.

## Storia
(Detto cortonese tratto dai vv. 163–171 del III libro dell'Eneide di Virgilio)

### Periodo etrusco

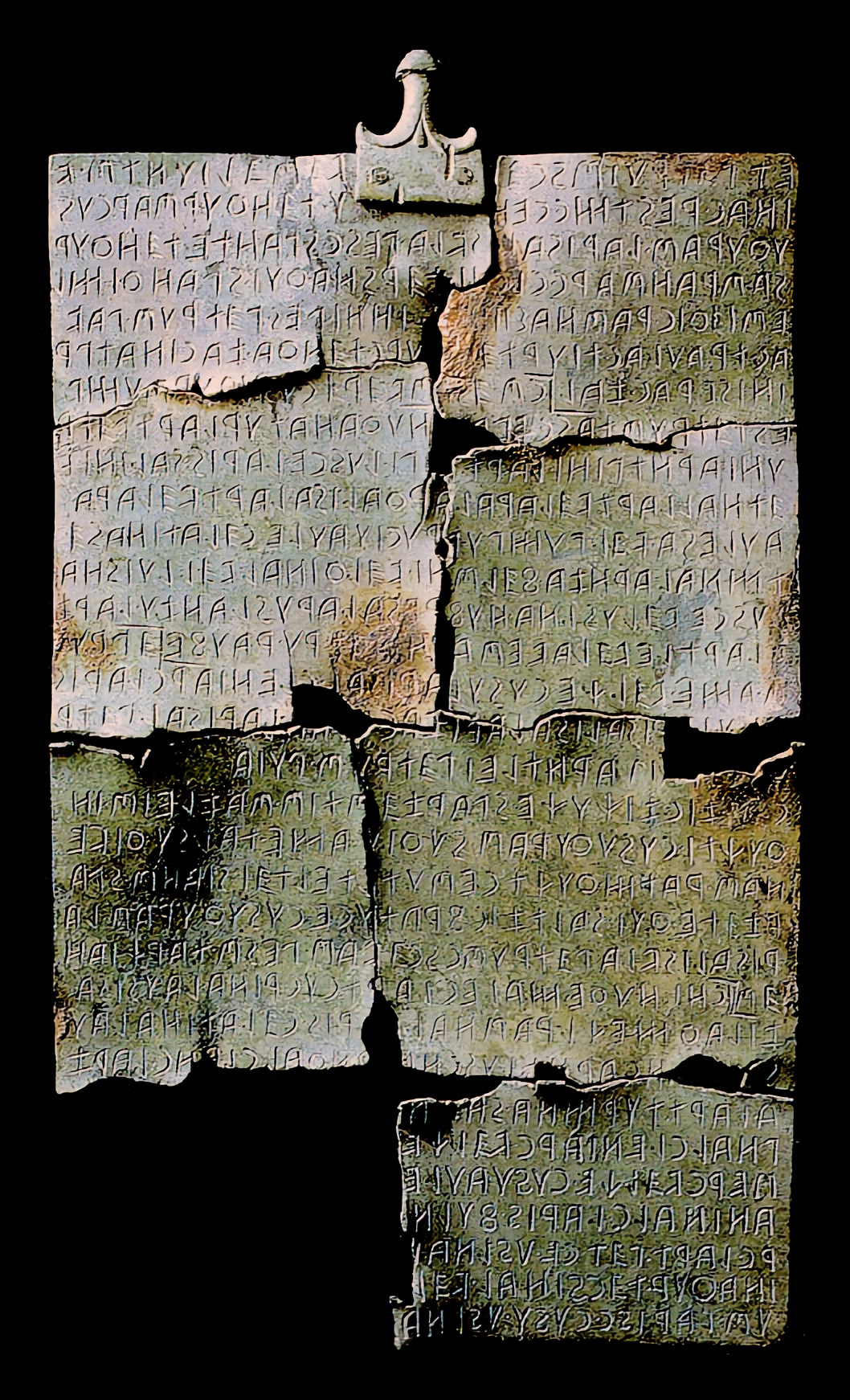
La Tabula Cortonensis

#### Origini e primi sviluppi
Le origini di Cortona sono avvolte da incertezze e dibattiti tra studiosi, ma è indubbio il ruolo centrale che questa città ebbe nell'ambito della civiltà etrusca. Gli scavi archeologici e le evidenze storiche indicano una presenza etrusca fin dal periodo tardo villanoviano (IX–VIII secolo a.C.), benché manchi una documentazione definitiva che attesti un'origine umbra della città. Il nome etrusco della città, Curtun, conferma il suo legame profondo con questa civiltà, a differenza di altri centri limitrofi, il cui toponimo potrebbe suggerire influenze umbre o italiche.

#### La lucumonia e l’età arcaica
Tra l'VIII e il VII secolo a.C., Cortona si sviluppò fino a diventare una delle lucumonie più importanti dell'Etruria, grazie soprattutto alla sua posizione strategica. Situata su un'altura, essa dominava ampi territori sia nella Valdichiana sia lungo il versante orientale verso il Tevere, controllando le vie di comunicazione e facilitando il commercio e l'interazione culturale tra nord e sud. Questo periodo fu caratterizzato dalla costruzione di imponenti sepolture a tumulo, come i "meloni" del Sodo e di Camucia, che documentano la presenza di potenti famiglie aristocratiche nella zona. Tali monumenti attestano una società evoluta e ben radicata, in grado di controllare le vie di comunicazione che si snodavano lungo i pendii collinari e attraversavano la valle.
Nonostante la mancanza di prove definitive sull’esistenza di un centro urbano ben strutturato in epoca arcaica (VII–VI secolo a.C.), i numerosi ritrovamenti coevi e l’intensa frequentazione della zona dimostrano che Cortona – o un nucleo protourbano sulle alture – fosse parte integrante dell’universo etrusco già in queste fasi.

#### La nascita della città e la cinta muraria

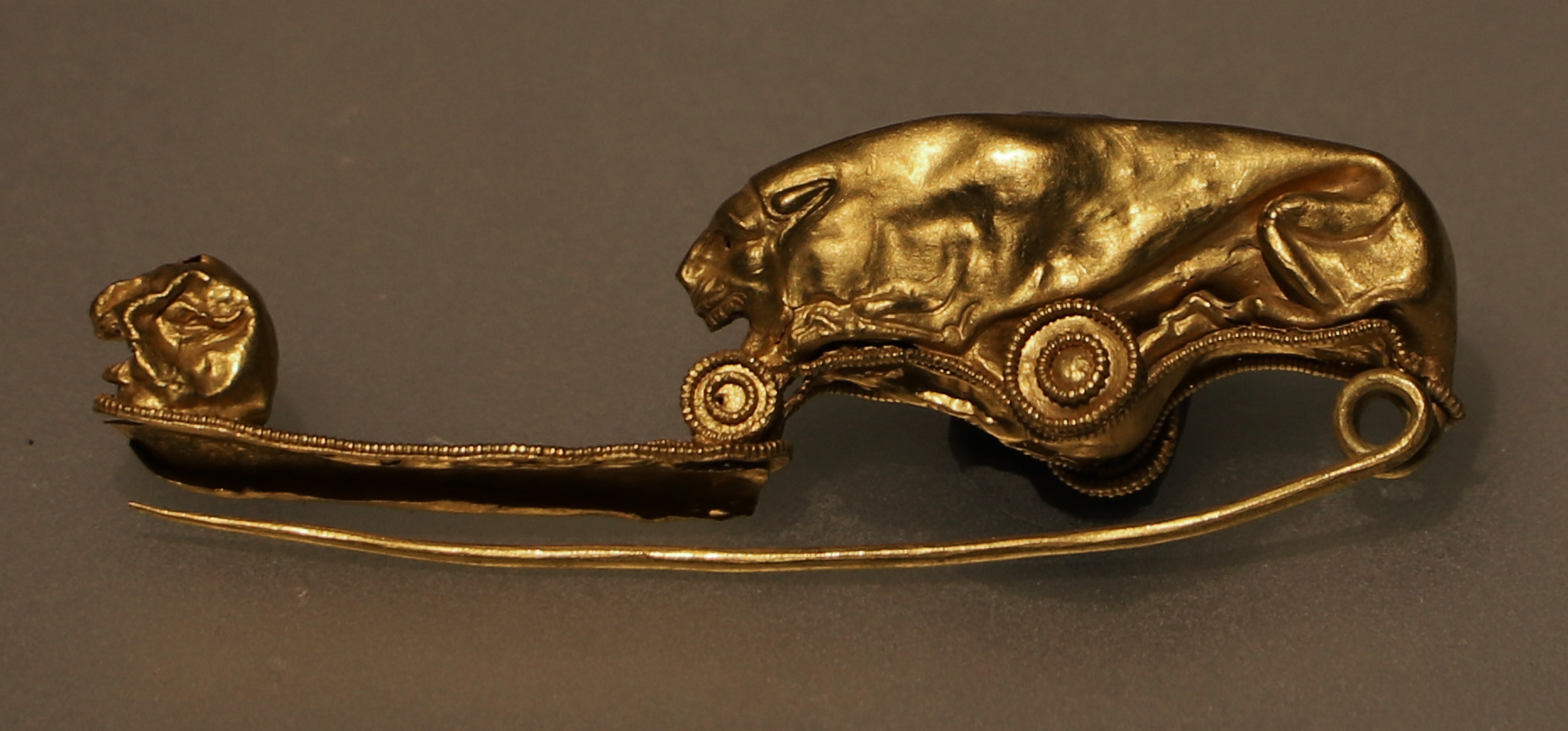
Fibula in oro a forma di pantera accovacciata, circa 550–500 a.C.

A partire dal VI secolo a.C., Cortona visse un periodo di fioritura economica e culturale. La sua posizione centrale la inseriva in un sistema di vie di comunicazione fondamentali per l'Etruria, collegandola ai grandi centri di Chiusi e Arezzo. Nel contesto delle lucumonie etrusche, Cortona era parte di una lega sacra composta da dodici città-stato, che avevano non solo funzioni religiose, ma anche politiche e militari.
La città raggiunse il suo apogeo tra il V e il IV secolo a.C. In questo periodo furono costruite le sue celebri mura ciclopiche, lunghe circa tre chilometri, che circondano ancora oggi l'antico nucleo urbano. Queste mura, costruite con enormi blocchi di pietra, testimoniano le avanzate capacità ingegneristiche degli Etruschi e la necessità di difendersi dalle crescenti minacce esterne, tra cui le incursioni galliche.
Nello stesso periodo, Cortona si dotò di strutture monumentali e sviluppò una rete viaria interna ed esterna, che collegava il centro con le aree circostanti. Oltre alle mura, restano importanti tracce del periodo etrusco nei numerosi reperti archeologici rinvenuti, tra cui la Tabula Cortonensis, una lamina bronzea con una delle più lunghe iscrizioni in lingua etrusca. Quest'ultima rappresenta una testimonianza fondamentale della scrittura e della cultura amministrativa di questa civiltà.

#### Verso la dominazione romana
Il declino della potenza etrusca ebbe inizio nel IV secolo a.C., quando Cortona e le altre città-stato furono progressivamente integrate nella sfera di influenza romana. Nel 310 a.C., molte città etrusche, tra cui Cortona, strinsero alleanze con Roma nel tentativo di mantenere una certa autonomia, ma queste alleanze furono spesso disattese, portando a conflitti come quello avvenuto nei pressi del lago Trasimeno. Nonostante ciò, Cortona mantenne una certa rilevanza come centro strategico e culturale durante i primi secoli della dominazione romana.

### Periodo romano

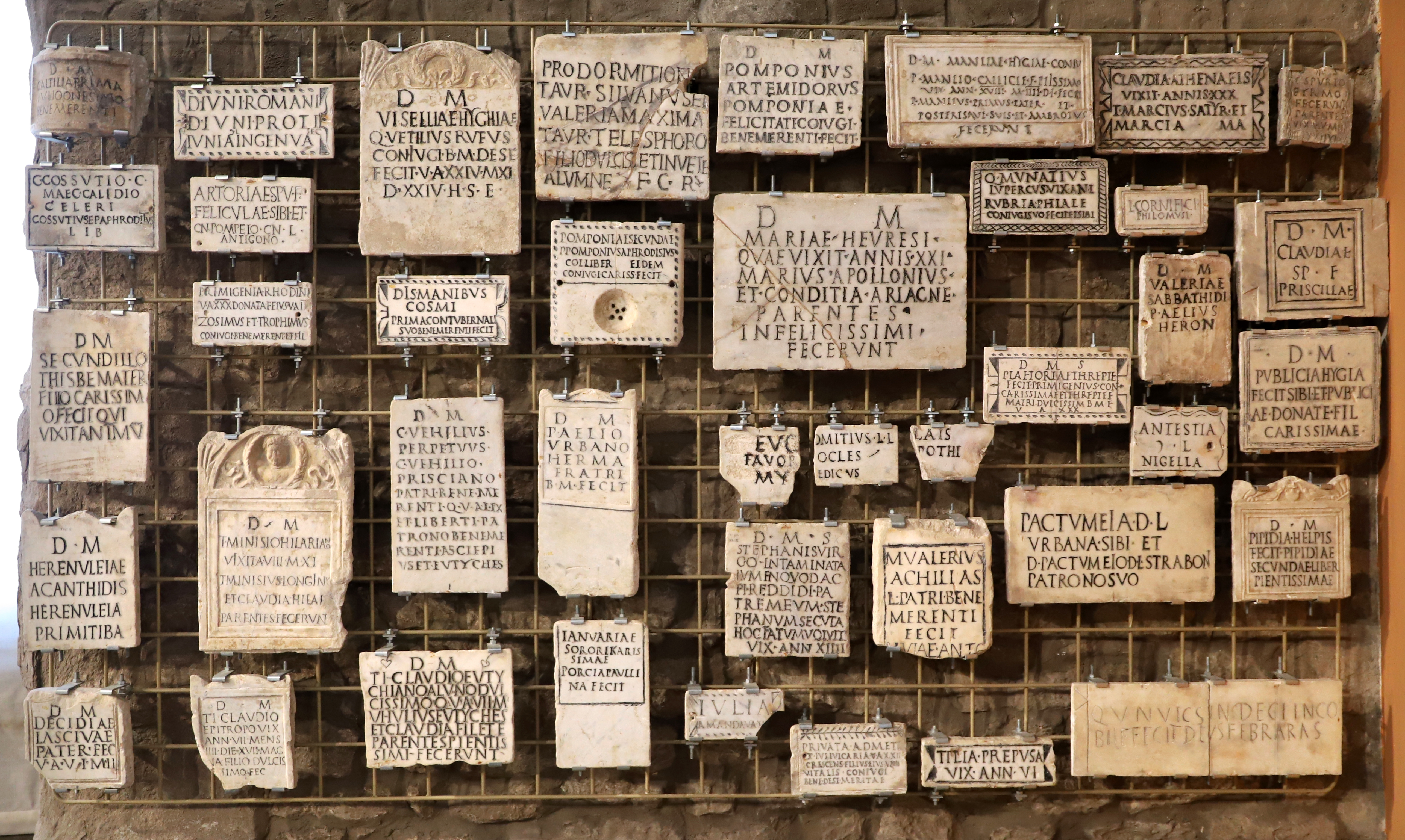
Raccolta di iscrizioni funerarie romane da sepolcreti nella zona urbana della città

#### L’ingresso nella sfera romana
L'ingresso di Cortona (in latino Corito) nella sfera d'influenza romana avviene alla fine del IV secolo a.C., segnando una fase di trasformazione nella sua storia. La prima attestazione documentata della città risale al 310 a.C., quando Tito Livio (Ab Urbe condita, IX, 37, 12) descrive un trattato di tregua trentennale tra Roma e le città di Perugia, Arezzo e Cortona, all'epoca tra i centri più rilevanti dell'Etruria. Questi accordi seguivano una sconfitta subita dalle tre città in uno scontro con le forze romane guidate da Quinto Fabio Massimo Rulliano nei pressi di Perugia.

#### Il ruolo nella Repubblica romana
Da quel momento, Cortona sembrerebbe aver mantenuto una posizione di alleata fedele di Roma, evitando conflitti significativi anche durante eventi cruciali come il passaggio di Annibale nel 217 a.C. durante la seconda guerra punica. Nonostante la celebre battaglia del Trasimeno si sia svolta nelle vicinanze, le fonti storiche, tra cui Polibio e Tito Livio, non riportano episodi di ribellione o ostilità da parte della città.

#### Il municipio e la cittadinanza romana
La progressiva integrazione di Cortona nel sistema romano emerge anche dal conferimento della cittadinanza romana, probabilmente avvenuto prima o poco dopo la guerra sociale (91–88 a.C.). La città fu assegnata alla tribù Stellatina, come attestano epigrafi locali. Questo riconoscimento consolidò il suo status di municipio romano, evitando presumibilmente le rappresaglie di Silla che colpirono altre città vicine come Arezzo e Chiusi. Tuttavia, l’attribuzione del titolo di colonia a Cortona rimane oggetto di dibattito tra gli studiosi, con alcuni che sostengono questa ipotesi basandosi su fonti come Dionigi di Alicarnasso, mentre altri la considerano improbabile.

#### Epoca imperiale: urbanistica e strutture
In epoca imperiale, Cortona fu uno dei municipi della Regio VII Etruria, secondo la classificazione di Plinio il Vecchio (Naturalis historia, III, 52). La città mantenne una struttura urbana basata sull’impianto ortogonale romano, con un cardo maximus che collegava Porta Colonia a Porta Sant’Agostino e un decumanus maximus che si estendeva tra Porta San Domenico e Porta Santa Maria. Questo assetto urbanistico, parzialmente conservato, mostra una declinazione precisa rispetto ai punti cardinali, segno di un allineamento con orientamenti astronomici.
I resti archeologici della città testimoniano la sua prosperità in epoca romana. Tra questi, le grandiose cisterne sotto il monastero di Santa Chiara e la chiesa di Sant’Antonio, mosaici e are romane nel Vicolo della Fogna, e i resti di terme note come Balneum Reginae. L’area extraurbana presenta tracce di necropoli, identificate nelle zone del Campaccio-Salcotto e Lattarino.
Cortona appare anche come luogo di prestigio culturale e politico. La nobile famiglia dei Metelli, legata alla gens Metellia, ha lasciato tracce nel toponimo di Metelliano. Cittadini cortonesi ricoprivano cariche municipali come viri iuri dicundo, aediles e questores, mentre alcuni si distinsero nell’esercito pretoriano. Culti locali, come quello della Mater Mursina, di Minerva e di Saturno, erano praticati nella città, come attestano iscrizioni e collegi di cultores.
La viabilità romana nella regione, benché complessa da ricostruire a causa delle trasformazioni del territorio, era ben sviluppata. Cortona si collegava ad altre città attraverso vie secondarie, come quella che conduceva a Camucia e proseguiva verso Arezzo, e altre che si estendevano fino a Chiusi e Perugia. Resti di antiche strade basolate sono ancora visibili nelle montagne circostanti.

#### Il declino in epoca tardo-antica
In epoca tardo-antica, pur in un contesto generale di declino economico e demografico, Cortona sembra aver mantenuto una discreta vitalità. L'ultima menzione della città nelle fonti classiche potrebbe essere attribuita al poeta Claudio Rutilio Namaziano, che nel V secolo celebra la Tuscia e anche Cortona come simbolo di una tradizione ancora fiorente (De reditu suo, I, 596–600).

### Età medievale

#### Le origini paleocristiane e l’incerto vescovado (III–VI secolo)
Le origini cristiane di Cortona risalgono probabilmente al III secolo, quando la città, capoluogo di municipio romano, divenne sede episcopale, seguendo un modello diffuso nella Tuscia annonaria. Secondo il Martirologio geronimiano del V secolo, Cortona celebrava il martire San Vincenzo, vescovo e patrono della città, il cui culto era già consolidato. Sul suo sepolcro fu edificata una basilica paleocristiana, poi definita "bella e ben ornata" dal cronista Sigberto nel 970. Questa struttura, situata nell’area di borgo San Vincenzo, rimase un centro di devozione fino alla soppressione della diocesi. La perdita del vescovado avvenne tra il VI e l’VIII secolo, forse a causa delle guerre gotiche, delle invasioni longobarde o dello spopolamento della Valdichiana, divenuta progressivamente paludosa.
Le testimonianze relative a Cortona in epoca imperiale e tardo-antica sono estremamente esigue, tanto che, a lungo, si è ritenuto che mancassero del tutto fonti su una possibile presenza cristiana già in età paleocristiana. Tuttavia, il cosiddetto Martirologio geronimiano (V secolo), pur tramandatoci in modo frammentario e con diverse lacune, menziona la venerazione di San Vincenzo a Cortona nelle date del 16 e 25 maggio. La presenza del nome “Cortona” (trascritto come Civitate Cortuna) e di un martire di riferimento, identificato con un vescovo locale, suggerisce che la città potrebbe essere stata sede di una diocesi paleocristiana già nella prima metà del V secolo.
La tradizione cortonese riconosce infatti in San Vincenzo il patrono della città, con un culto attestato anche da antiche raffigurazioni e dalla monetazione medievale. È dunque ipotizzabile che, come altre città della Tuscia annonaria (Arezzo, Chiusi, Firenze, ecc.), anche Cortona avesse assunto lo status di sede vescovile tra III e IV secolo, forse soppressa in seguito alle devastazioni causate dalle guerre gotiche (535–553) o dalle invasioni longobarde (fine VI secolo). Dopo questa scomparsa, il territorio cortonese passò progressivamente sotto la giurisdizione ecclesiastica del vescovo di Arezzo.

#### L’Alto Medioevo (VII–XI secolo)
Con l’avvento dei Longobardi, verosimilmente intorno alla fine del VI secolo, Cortona perse definitivamente il ruolo di sede episcopale, rimanendo sottoposta all’autorità vescovile aretina. Le fonti di questi secoli sono assai scarse; la città pare in parte spopolata, ma non del tutto abbandonata: il racconto del diarista Sigberto (970) la descrive in rovina e a lungo «diruta», pur segnalando la presenza di un monastero nei pressi della tomba di San Vincenzo, venerata da numerosi pellegrini.
Per comprendere la storia cortonese altomedievale, si deve ricorrere allo studio di toponimi, dedicazioni ecclesiastiche e insediamenti monastici, spesso indizi significativi della commistione fra elementi bizantini (più evidenti nell’aretino) e longobardi (ad esempio, le frequenti chiese intitolate a San Michele Arcangelo, caro ai Longobardi). I pochi reperti artistici rimasti – come frammenti di sculture religiose e l’arco di ciborio della distrutta chiesa di San Vincenzo, conservato nel Museo dell’Accademia Etrusca – mostrano influenze ravennati-emiliane e romano-laziali, testimoniando la vitalità del luogo.
Malgrado le ripetute guerre, il fenomeno dell’impaludamento della Valdichiana e il generale declino demografico, Cortona non fu mai del tutto deserta. Dal IX all’XI secolo, la città, pur avvolta dall’oscurità documentaria, rimase uno snodo strategico conteso da vari poteri, fra cui i marchesi del Monte Santa Maria e i vescovi-conti di Arezzo.

#### La nascita del Comune

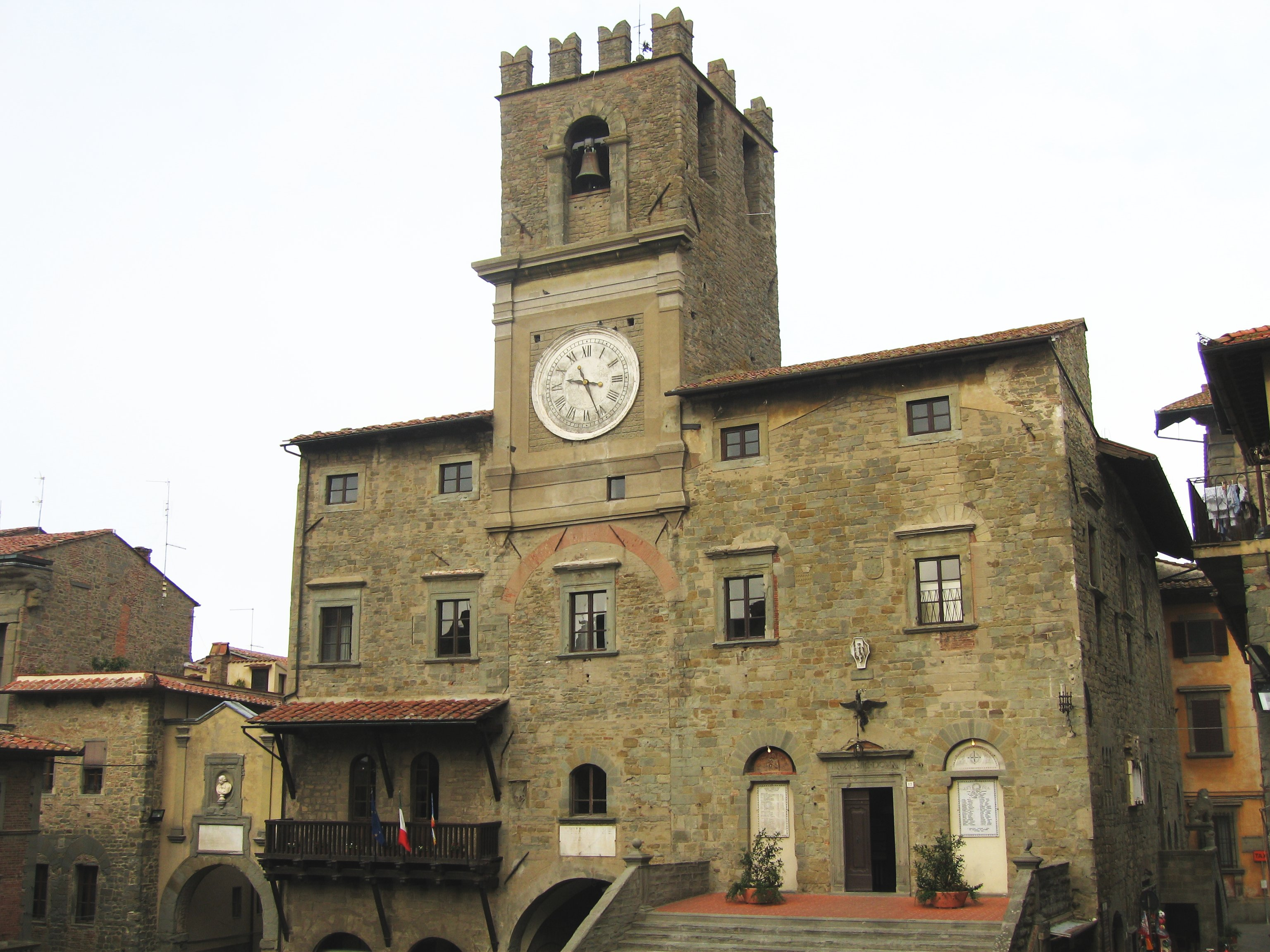
Il Palazzo Comunale (XII secolo)

Nel XII secolo, con il consolidarsi del sistema comunale, Cortona iniziò a strutturarsi come libero comune, pur continuando a far parte del comitato aretino. Le prime istituzioni consiliari e la magistratura del podestà sorsero probabilmente già nella seconda metà del secolo. A quel tempo, la città era suddivisa in porte (San Cristoforo, Santa Maria, Berarda, San Vincenzo, Colonia e Peccioverardi), divisione funzionale sia alla leva militare sia alla partecipazione popolare alle decisioni comunali.

#### Le lotte tra guelfi e ghibellini
Il XIII secolo fu un periodo cruciale per Cortona. La città affrontò violenti conflitti interni e contro i vicini. Nel 1232, alleata con Firenze, Cortona riuscì a occupare Arezzo, ma nel 1258 subì una devastante controffensiva. L’esercito aretino, supportato dai ghibellini cortonesi, saccheggiò la città, causando l’esilio dei guelfi. Solo nel 1261, grazie all’alleanza con Siena, i guelfi riconquistarono il controllo e avviarono la ricostruzione delle mura cittadine, che furono rafforzate con l’aiuto dei senesi e dei perugini. La città continuò a espandere il proprio territorio, sottomettendo vari signori feudali e monasteri circostanti.
In questo contesto travagliato si colloca la figura di Santa Margherita da Cortona, simbolo di carità e spiritualità. Trasferitasi a Cortona nel 1277, dedicò la sua vita ai poveri, agli emarginati e ai malati, fondando l’Ospedale della Misericordia. La sua figura fu centrale nella vita religiosa e sociale della città, contribuendo a elevare il prestigio di Cortona in Toscana.

#### Dal vescovado cortonese alla signoria dei Casali (XIV secolo – inizi XV secolo)
Nel 1325, con bolla pontificia di Giovanni XXII (Vigili spectatoris), Cortona ottenne nuovamente un proprio vescovo, separandosi definitivamente dalla curia aretina. La scelta del Pontefice aveva un chiaro risvolto politico: rafforzare la città e indebolire l’autorità dei Tarlati, signori di Arezzo, i quali per lungo tempo avevano preteso diritti tanto spirituali quanto temporali su Cortona.
Nello stesso anno, la città passò sotto la signoria di Ranieri Casali (figlio di Guglielmino di Uguccio e di una nobildonna della famiglia Ghinori conti di Fasciano), il primo di una dinastia destinata a governare Cortona per oltre ottant’anni:
- Ranieri Casali (1325–1351). Primogenito di Guglielmino, guidò la famiglia in un periodo di forti tensioni interne ed esterne, segnate dalle rivalità con Perugia e con i Tarlati (in particolare Pier Saccone e il vescovo Guido), nonché da tentativi di congiura orditi anche all’interno dello stesso casato (come quella del fratello Uguccio). Accorto nel tessere alleanze (fra cui quelle con Firenze e con Perugia a fasi alterne), consolidò la propria posizione promulgando nuovi statuti cittadini e rafforzando l’assetto difensivo di Cortona.
- Bartolomeo Casali (1351–1363). Succeduto al padre Ranieri, Bartolomeo continuò la politica di alleanze, avvicinandosi ai Visconti di Milano per contenere l'influenza di Perugia. Il suo governo affrontò sfide militari, come il fallito tentativo di conquistare Arezzo. Sostenne Cortona in una delicata fase di espansione e consolidamento territoriale, ma senza successi duraturi.
- Francesco Casali (1363–1375). Succeduto a Bartolomeo, mantenne inalterata l’alleanza con Milano e con Siena, destreggiandosi tra le continue lotte tra i potentati toscani e umbri. Nonostante la scarsità di fonti specifiche sul suo principato, il periodo è ricordato come complessivamente stabile rispetto alle continue minacce esterne.
- Niccolò Giovanni Casali (1375–1384). Figlio di Francesco, divenne signore in giovane età. Il suo regno fu caratterizzato da conflitti interni e devastazioni causate dalle compagnie di ventura. Tentò di mantenere un equilibrio diplomatico con Firenze, Siena e Perugia, ma morì prematuramente durante un’epidemia di peste, lasciando il potere instabile.
- Uguccio Urbano Casali (1384–1400). Zio di Niccolò Giovanni, prese il potere con un colpo di mano. La sua signoria fu contrassegnata da episodi di violenza e controversie, sia contro avversari interni sia in politica estera, dovendo districarsi tra la continua espansione di Firenze e le mire di Perugia. Proprio la sua vicinanza strategica a Firenze, benché oscillante, non gli impedì di macchiarsi di misfatti che gli alienarono il favore di gran parte dei Cortonesi.
- Francesco Senese Casali (1400–1407). Nipote di Uguccio Urbano, ereditò una situazione particolarmente complessa. Cercò di mantenere la città indipendente e di tessere rapporti pacifici con i Comuni vicini, compresa Firenze. Nonostante l’iniziale fiducia guadagnata tra i Cortonesi, fu assassinato nel 1407 per mano del nipote Aloigi Battista Casali, in un nuovo episodio di congiure interne che minarono le fondamenta della dinastia.
- Aloigi Battista Casali (1407–1409). Salito al potere dopo aver eliminato lo zio, governò con durezza e incontrò presto l’ostilità della popolazione, esasperata sia dalle violenze interne sia dai passaggi degli eserciti che devastavano il territorio. L’odio popolare crebbe al punto da spingere i Cortonesi a consegnarsi a Ladislao, re di Napoli, in transito con le sue truppe attraverso la Valdichiana.
- La fine della signoria (1409). Con la sottomissione a Ladislao, terminò la parabola della dinastia dei Casali su Cortona. Aloigi Battista fu catturato e condotto a Napoli, dove rimase a lungo prigioniero.

#### Epilogo medievale
Con la cacciata dei Casali nel 1409 e il passaggio sotto altre entità politiche (dapprima il Regno di Napoli, poi Firenze), Cortona si avviò verso un nuovo corso della propria storia. Se da un lato la città vide la fine di un’epoca segnata da lotte intestine e intrighi familiari, dall’altro la perdita dell’indipendenza comunale segnò l’inserimento sempre più stabile nell’orbita degli Stati toscani.
Ciononostante, il periodo medievale in cui Cortona fu libero Comune e poi signoria dei Casali lasciò un’impronta profonda nella topografia urbana, nella cultura e nella memoria cittadina. Gli edifici gotici, i resti degli antichi palazzi comunali e le numerose chiese – molte delle quali rimaneggiate nei secoli successivi – testimoniano ancora oggi quel passato dinamico e a tratti turbolento. La grande fioritura spirituale culminata nella figura di Santa Margherita, insieme alla rinnovata dignità vescovile e all’operato degli Ordini religiosi, conferma il ruolo centrale di Cortona nel panorama umbro-toscano del Medioevo.

### Dalle Signorie all’Unità d’Italia

#### Dal passaggio a Firenze all’età medicea (1411–1531)
Nel 1411 Cortona entrò stabilmente nell’orbita fiorentina dopo che la Repubblica di Firenze l’acquistò da Ladislao re di Napoli, il quale se ne era impadronito due anni prima. L’annessione comportò il pagamento di una consistente somma (60mila fiorini d’oro) e l’istituzione di un Capitanato. Di fatto, la politica fiorentina si rivelò da subito gravosa: per rientrare delle ingenti spese di acquisto, furono confiscati i beni dei Casali e furono imposte nuove e severe tassazioni alla cittadinanza. Le conseguenti proteste fecero emergere un malcontento che, pur senza esplodere in aperte rivolte come accadde invece più volte ad Arezzo, influenzò la vita politica e sociale cortonese.
Nel corso del Quattrocento, il territorio cortonese subì ripetute incursioni o passaggi di eserciti: dalle truppe milanesi (1429) a quelle di Niccolò Piccinino (1440), fino al transito, nel 1452, dell’armata di Alfonso d’Aragona. Ciò nonostante, Cortona rimase nel complesso fedele alla propria nuova dominante, anche quando, nel 1502, Vitellozzo Vitelli sobillò una rivolta contro Firenze e ottenne l’appoggio dei Medici temporaneamente esiliati. Nel giro di pochi anni, tuttavia, il potere dei Medici tornò saldo (1512), rafforzandosi ulteriormente con l’elezione al soglio pontificio di Leone X (Giovanni de’ Medici).

#### Dall’ascesa di Cosimo I all’affermazione del principato (1531–1600 ca.)
Il 1531 segnò la definitiva imposizione del principato mediceo: con l’appoggio dell’imperatore Carlo V e di papa Clemente VII (anch’egli Medici), si pose fine all’ultimo governo repubblicano di Firenze. Cortona, per la sua posizione strategica, ricoprì un ruolo decisivo nei piani di difesa di Cosimo I contro i possibili tentativi di riconquista senese e contro le incursioni dello Stato Pontificio. A tal fine, il granduca ordinò la ricostruzione e l’ampliamento delle opere fortificate: nel 1549 sorse la nuova Fortezza del Girifalco sulle fondamenta di una rocca preesistente, mentre si procedette all’abbattimento di diversi borghi e mura medievali per adeguare le difese alle armi da fuoco e alle esigenze di controllo sul territorio.
Nel frattempo, le vicende artistiche conobbero a Cortona un momento di grande splendore: già nella prima metà del XV secolo il Beato Angelico soggiornò in città, lasciando capolavori per la chiesa di San Domenico (oggi conservati al Museo Diocesano). Successivamente nacque a Cortona (1450 ca.) Luca Signorelli, tra i maggiori pittori del Rinascimento: sebbene egli non abbia realizzato in patria grandi cicli decorativi, la sua presenza costituì un importante stimolo per la scena artistica locale, cui contribuirono anche maestri quali Bartolomeo della Gatta e Guillaume de Marcillat.

#### Trasformazioni urbane e nuove Accademie (XVI–XVII secolo)
Durante il Cinquecento, la fedeltà alla dinastia medicea garantì al territorio cortonese un periodo di relativa stabilità, benché non mancassero tassazioni straordinarie per finanziare le fortificazioni. La città perse quasi del tutto l’originario aspetto medievale, a causa degli abbattimenti di borghi e torri e della costruzione di nuove strutture difensive; tuttavia, questo periodo di quiete favorì anche iniziative culturali: sorsero diverse Accademie (degli Emendati, dei Pellegrini, degli Umorosi, degli Uniti, dei Topisti) e si rafforzarono le istituzioni religiose, in parte influenzate dalle direttive del Concilio di Trento (1545–1563).
Con il progressivo affermarsi del granducato mediceo, Cortona continuò a distinguersi anche per l’attività architettonica, in particolare nella seconda metà del Cinquecento: ne sono esempio l’ampliamento del Palazzo Comunale, la costruzione del campanile della Cattedrale e di vari palazzi signorili (Laparelli, Alticozzi) e chiese a impianto rinascimentale (Santa Maria Nuova, terminata nel Seicento).

#### Dal declino mediceo alla fondazione dell’Accademia Etrusca (XVII–XVIII secolo)
Sul finire del XVI secolo, e ancor più nel Seicento, lo Stato toscano — come gran parte d’Italia — attraversò fasi di grave crisi economica e demografica: l’aggravarsi delle tassazioni e la stagnazione delle attività agricole e manifatturiere pesarono anche su Cortona. Nonostante la situazione difficile, la città diede i natali a grandi personalità: Pietro Berrettini, detto Pietro da Cortona, fu uno dei massimi protagonisti dell’arte barocca, attivo a Roma come architetto e pittore di fama internazionale; inoltre, la tradizione artigiana dell’intaglio in pietra, del legno e dell’arte organaria continuò a fiorire.
Nel XVIII secolo, in un contesto generale di declino della dinastia medicea, sorse l’Accademia Etrusca, fondata nel 1726 dai fratelli Venuti (Marcello, Filippo e Ridolfino). L’istituzione, concepita come centro di ricerca pionieristico sulla civiltà etrusca, attirò l’attenzione di studiosi di tutta Europa, fra cui Voltaire, Ludovico Antonio Muratori, Massimo Pallottino e l’archeologo Johann Joachim Winckelmann. L’Accademia si distinse inoltre per la pubblicazione dell’edizione italiana dell'Encyclopédie di Diderot e per la tutela di un ingente patrimonio librario e museale, ancor oggi visitabile.

#### Il governo degli Asburgo-Lorena (1737–1799) e la bonifica della Valdichiana

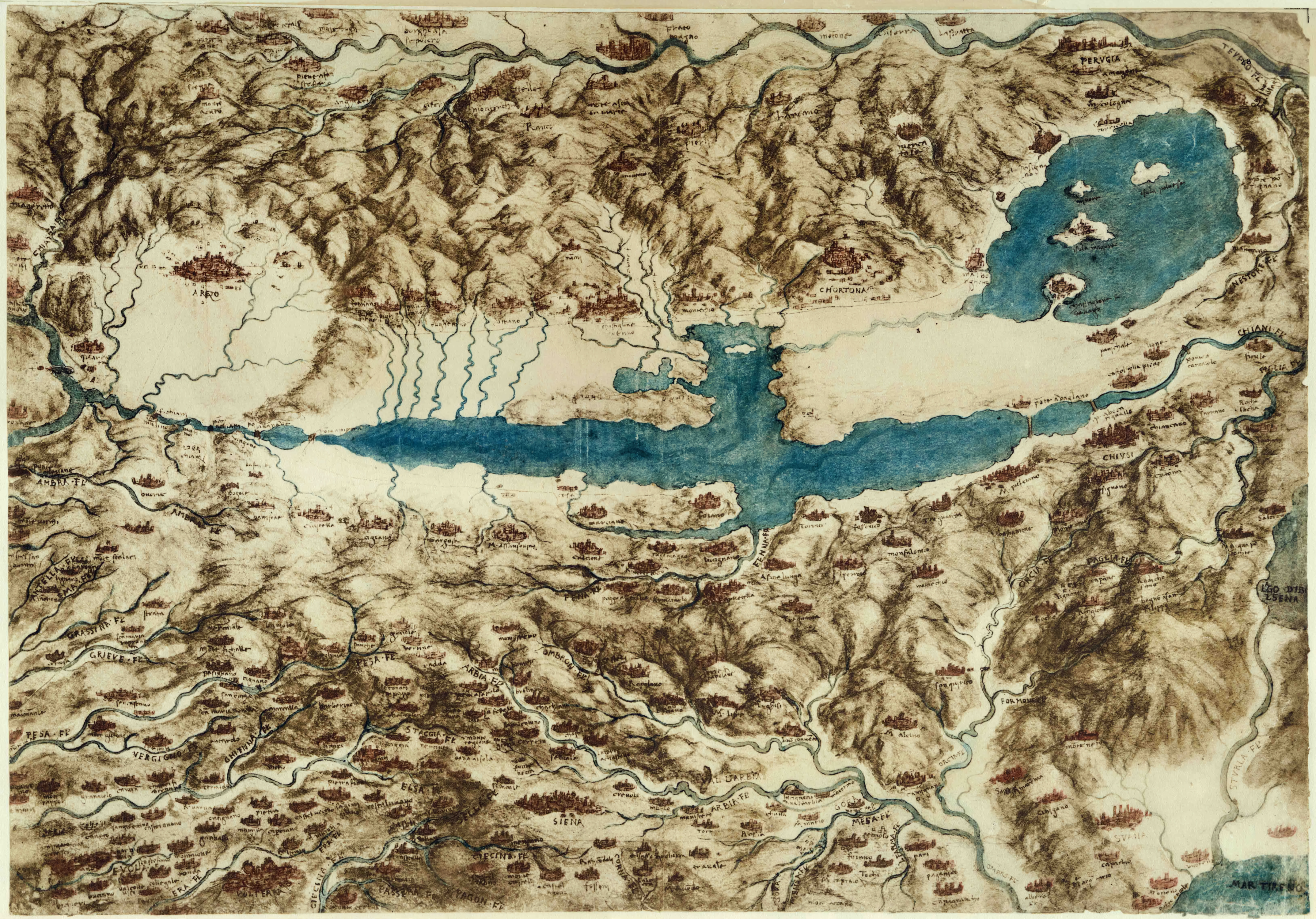
Vista topografica della piana di Arezzo e della Valdichiana realizzata da Leonardo da Vinci, XVI secolo

Alla morte di Gian Gastone (1737), ultimo granduca Medici, la Toscana passò per volere delle potenze europee agli Asburgo-Lorena. Con Francesco II (1738–1765) e ancor più con il figlio Pietro Leopoldo (1765–1790), ebbe avvio una stagione di profonde riforme, mirate a svecchiare l’assetto amministrativo e a modernizzare le infrastrutture dello Stato.
In questo contesto assunse una rilevanza particolare la bonifica della Valdichiana, più volte tentata in passato ma mai compiuta in modo risolutivo. L’intervento lorenese puntò su un sistematico piano di canalizzazione e colmata, con l’obiettivo di restituire ampie aree malsane alla produzione agricola. Fu decisivo il contributo di Vittorio Fossombroni, matematico e ingegnere di talento, nonché figura di spicco dell’amministrazione toscana: egli perfezionò le tecniche di regolamentazione idraulica, progettando e dirigendo i lavori che consentirono di trasformare la palude in un bacino agricolo sempre più produttivo.
Non mancarono tuttavia le proteste della popolazione più povera, che vedeva diminuire le tradizionali attività di pesca e raccolta di canne nelle zone palustri; a lungo termine, però, il recupero di terreni coltivabili contribuì notevolmente allo sviluppo economico di Cortona e dei centri limitrofi, modificandone il paesaggio e favorendo un graduale incremento demografico.

#### Le guerre napoleoniche e i moti risorgimentali (1799–1860)
Nel 1799 le truppe napoleoniche tentarono di occupare Cortona nell’ambito dell’invasione francese della Toscana: la città fu teatro di tensioni e scontri, sia con le stesse forze rivoluzionarie, sia in seguito, quando si ribellò al rientrato governo granducale prendendo parte ai moti risorgimentali. Nel corso dell’Ottocento, la definitiva bonifica della Valdichiana e il progressivo collegamento viario con i territori circostanti favorirono lo sviluppo economico e la crescita demografica.
La partecipazione patriottica dei cortonesi alle rivolte contro il regime granducale culminò con il plebiscito del 1860, attraverso il quale la popolazione si espresse a favore dell’Unità d’Italia, sancendo l’ingresso di Cortona nel nuovo Stato unitario e chiudendo un lungo capitolo di signorie, repubbliche e principati che avevano segnato i secoli precedenti.

### Dall’Unità d’Italia agli anni Ottanta

#### Dal plebiscito all’affermazione del nuovo Stato

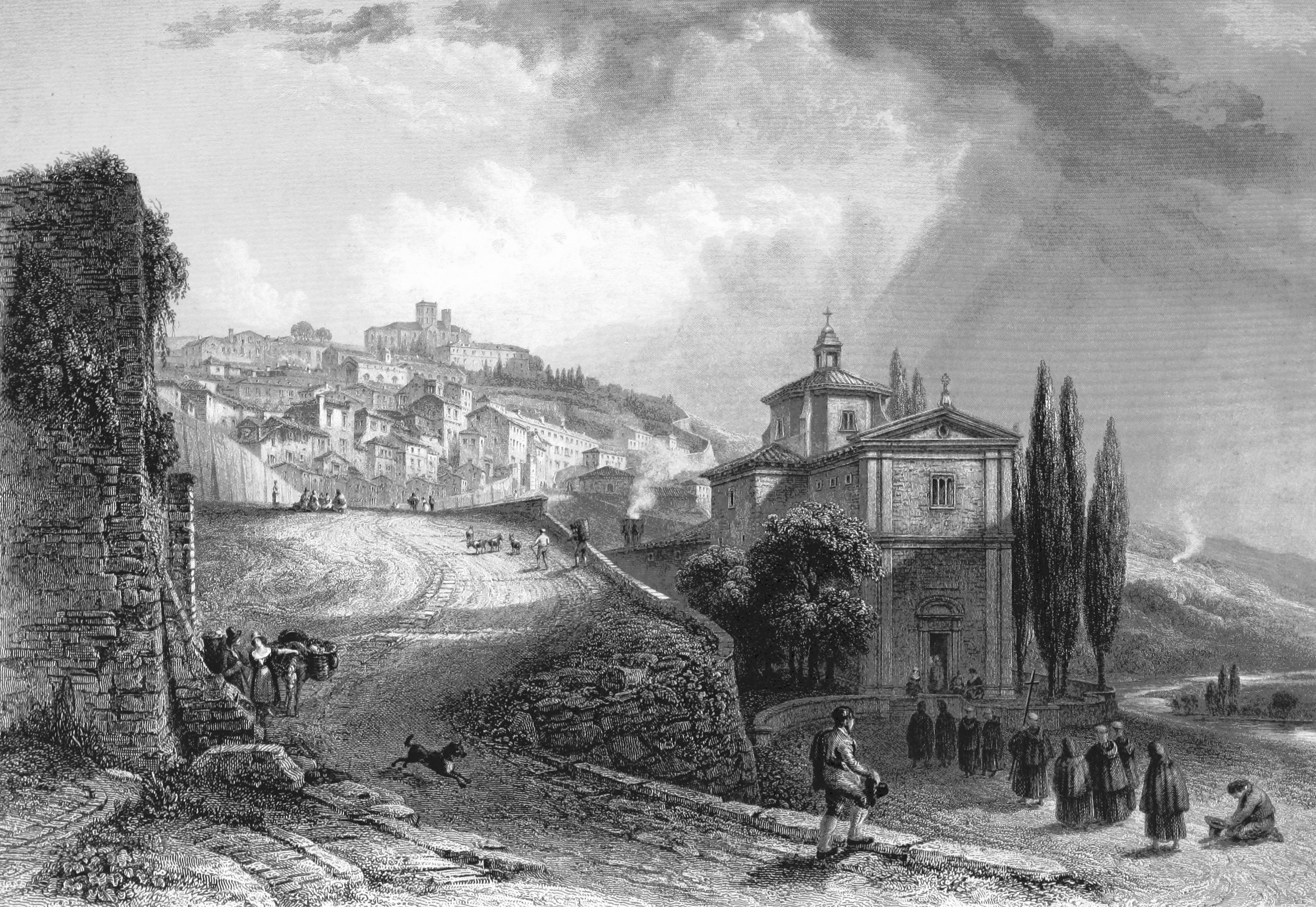
Cortona vista da porta Sant'Agostino (xilografia, 1864)

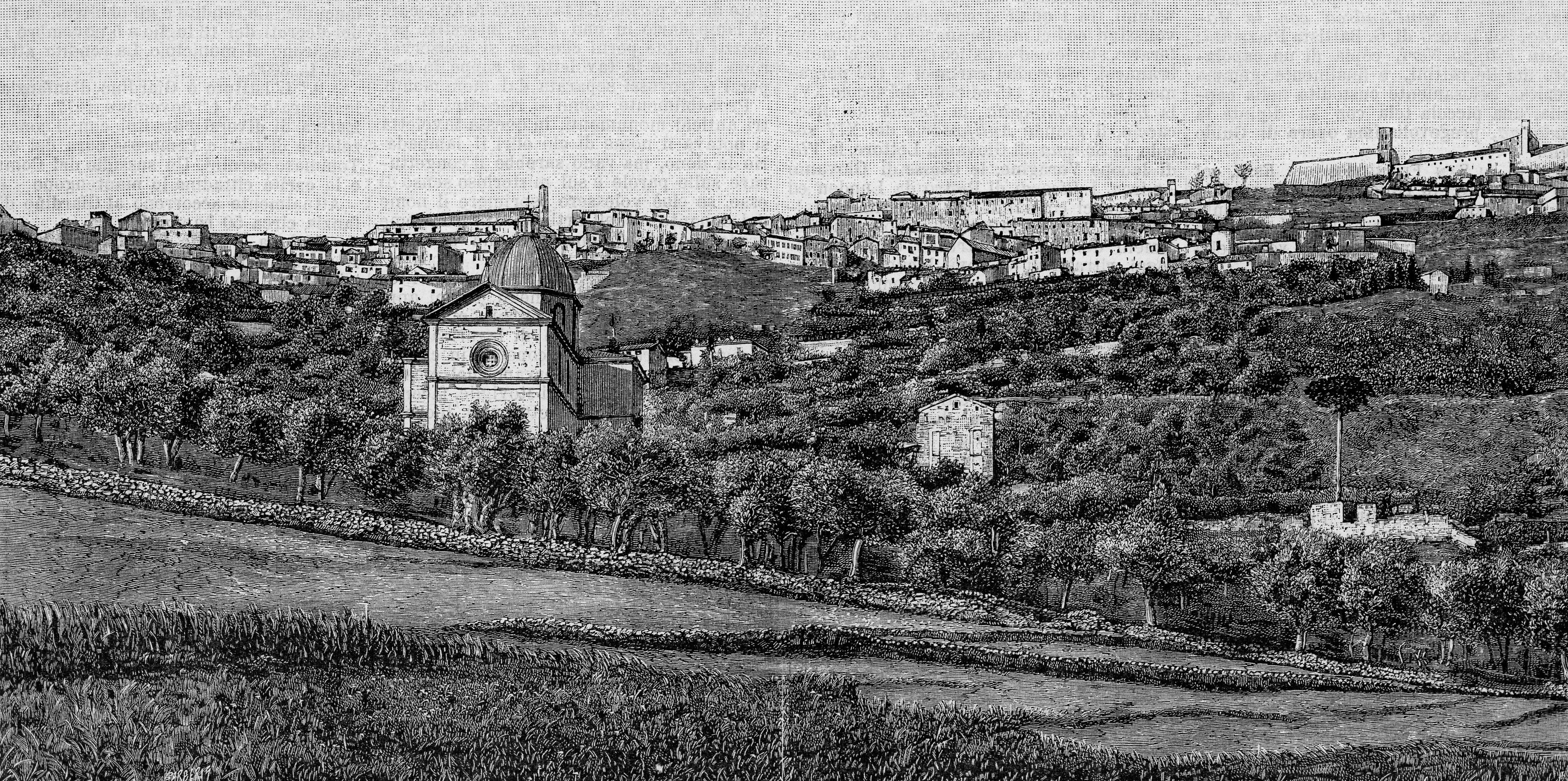
Panorama di Cortona (xilografia, 1893)

Dopo il plebiscito del 1860, che sancì l’annessione di Cortona al Regno di Sardegna, la città partecipò attivamente alla nascita e al consolidamento del nuovo Stato italiano. L’anno seguente (1861) vide la proclamazione del Regno d’Italia, con Vittorio Emanuele II come sovrano, mentre nel 1864 Firenze divenne capitale, sia pure transitoria, della nazione unita. Pur non coinvolta direttamente nelle vicende istituzionali della capitale, Cortona beneficiò del nuovo clima di centralizzazione: l’incremento dei collegamenti infrastrutturali favorì il trasporto di merci e persone tra la stazione di Camucia e il centro storico.
La fine del Granducato e l’inserimento di Cortona nel contesto nazionale comportarono modifiche strutturali nella vita politica e amministrativa cittadina. La classe dirigente locale, in parte erede dei ceti liberali moderati, si confrontò con le correnti radicali e, più tardi, con la nascente componente socialista e con i cattolici, che nel tempo tornarono a partecipare alla vita politica, superando le difficoltà poste dal Non expedit papale. Ciò diede avvio a un dibattito vivace, seppur non privo di tensioni, intorno all’orientamento politico della città.
Nella seconda metà dell’Ottocento si moltiplicarono inoltre gli interventi urbanistici, sostenuti dalla volontà di rendere Cortona più moderna e accessibile: furono realizzati il nuovo cimitero (1891), il santuario di Santa Margherita (rinnovato e inaugurato nel 1897), il Parterre come luogo di passeggio cittadino e, soprattutto, il Teatro Signorelli (1854–1859), che valorizzò Piazza Signorelli quale fulcro della vita culturale cortonese. Nel frattempo, la popolazione comunale aumentò costantemente, confermando una certa vitalità economico-sociale, favorita anche dallo sviluppo dell’agricoltura mezzadrile.

#### La prima guerra mondiale e il difficile dopoguerra
L’ingresso dell’Italia nella Grande Guerra (24 maggio 1915) segnò per Cortona, come per l’intero Paese, un periodo di sacrifici e lutti. Numerosi cortonesi furono chiamati alle armi e il tributo di vite umane fu ingente, segnando la società locale in modo duraturo. Il dopoguerra fu segnato da una profonda crisi economica, esacerbata dalla svalutazione della lira, dall’elevata disoccupazione e dai contrasti fra proprietari terrieri e contadini mezzadri, spesso colpiti dalla perdita di manodopera maschile dovuta alla guerra.
A livello politico, la fine del conflitto vide la comparsa dei grandi partiti di massa. Nella Valdichiana, gli scontri sociali, le rivendicazioni contadine e la mobilitazione delle leghe rosse e bianche agitarono l’ambiente rurale, benché a Cortona non si raggiungessero gli estremi livelli di conflittualità registrati in comuni limitrofi come Foiano della Chiana.

#### Il ventennio fascista
La marcia su Roma (28 ottobre 1922) portò al potere il fascismo, che si consolidò in pochi anni instaurando un regime autoritario. A Cortona, come altrove, il regime si distinse per iniziative volte alla propaganda e all’organizzazione capillare della società: dall’opera nazionale del dopolavoro agli interventi di bonifica agraria, fino alla costruzione di infrastrutture. Se da un lato alcune opere pubbliche furono completate e vennero avviati piani di risanamento urbanistico, dall’altro l’abolizione delle libertà civili e politiche, le persecuzioni degli oppositori e l’imposizione del pensiero unico segnarono negativamente la vita cittadina e rurale, comprimendo il ruolo delle libere associazioni e delle forze politiche democratiche.

#### La seconda guerra mondiale e la Liberazione
L’entrata dell’Italia nella seconda guerra mondiale (10 giugno 1940) aprì un quadriennio drammatico anche per Cortona. Sebbene la città non subisse distruzioni belliche di vasta portata, i mesi che precedettero la Liberazione (estate 1944) furono segnati da paure e difficoltà quotidiane: requisizioni, rastrellamenti, presenza tedesca. La data del 3 luglio 1944 segna la liberazione di Cortona da parte delle truppe alleate, a costo di sacrifici e di vite umane, specialmente nelle campagne. La figura del vescovo Giuseppe Franciolini, attivo come defensor civitatis, fu cruciale nel proteggere la popolazione civile e tentare di limitare le violenze. Le vicende di quegli anni sono raccontate in Piccola Patria (1946), volume curato dallo stesso vescovo Franciolini e dallo scrittore Pietro Pancrazi, che riporta testimonianze dirette degli eventi.

#### Dal secondo dopoguerra agli anni Ottanta
Terminato il conflitto mondiale, Cortona intraprese un profondo processo di ricostruzione materiale e morale, inserendosi nel più ampio contesto di rinnovamento della neonata Repubblica Italiana. Sul piano amministrativo, la guida della città rimase saldamente nelle mani delle forze di sinistra, in particolare del Partito Comunista Italiano, che detenne a lungo l’egemonia politica locale. Gli anni Cinquanta registrarono il picco demografico, con oltre 31mila residenti nel 1951; tuttavia, a partire da quel decennio cominciarono a manifestarsi intensi flussi migratori, in parte diretti verso i principali centri industriali del Nord e in parte verso il fondovalle, dove si svilupparono nuovi insediamenti come Camucia, dotati di maggiori opportunità lavorative e di migliori collegamenti.
Nonostante questi mutamenti, Cortona riuscì a preservare intatto il tessuto storico del centro urbano, continuando a valorizzare il proprio patrimonio artistico e archeologico. Nel medesimo periodo, emersero alcune criticità che avrebbero condizionato lo sviluppo locale nei decenni successivi. Il costante calo demografico fu il primo fattore di allarme: la popolazione totale si ridusse gradualmente fino a circa 23mila abitanti negli anni Ottanta, mentre il numero di residenti all’interno delle mura scese al di sotto delle 4mila unità.
Un secondo elemento di preoccupazione fu la riorganizzazione ecclesiastica imposta dalla Santa Sede nel 1986, quando la storica diocesi di Cortona venne accorpata a quelle di Arezzo e Sansepolcro, con sede vescovile nel capoluogo aretino. Tale provvedimento suscitò un diffuso senso di rammarico, poiché comportava la perdita di un presidio religioso e culturale considerato parte integrante dell’identità cittadina.
Un’ulteriore problematica riguardò il fenomeno dei furti d’arte, che a partire dagli anni Sessanta colpì duramente chiese, collezioni private e istituzioni culturali, compresa l’Accademia Etrusca. Il saccheggio di dipinti, oreficerie sacre e reperti archeologici assunse proporzioni rilevanti a livello provinciale, ponendo Cortona ai vertici di una triste graduatoria legata al commercio illecito di beni artistici.

### Dalla fine del XX secolo ai giorni nostri
Negli anni Ottanta, la città mantenne un equilibrio fra modernizzazione e tutela del patrimonio, ma si trovò a fronteggiare problemi strutturali, quali lo spopolamento del centro storico e la chiusura di alcuni uffici pubblici. Nel contempo, la conservazione della fisionomia urbana e il crescente interesse turistico, attratto dalle testimonianze etrusche, medievali e rinascimentali, offrirono nuove opportunità di sviluppo economico e culturale.
A partire dagli anni Novanta, tale vocazione turistica si intensificò, favorita anche dalla nascita di eventi e festival dedicati all’arte, alla musica e all’antiquariato. La pubblicazione di romanzi e produzioni cinematografiche ambientate a Cortona, come Sotto il sole della Toscana (2003), ha ulteriormente contribuito a diffondere la notorietà della città nel contesto internazionale.
Dal punto di vista culturale, l’Accademia Etrusca e il Museo dell’Accademia (MAEC, istituito nel 2005) continuano a rappresentare il cuore della vita intellettuale cittadina, promuovendo esposizioni, ricerche archeologiche e conferenze. La scoperta e la valorizzazione di siti archeologici, come quello dei "meloni" del Sodo, hanno arricchito ulteriormente l’offerta culturale. Inoltre, l’apertura di eventi internazionali, come il Cortona On The Move – festival di fotografia contemporanea inaugurato nel 2011 – ha segnato un importante passo verso un’offerta culturale più moderna e diversificata.

### Simboli
Lo stemma, il gonfalone e la bandiera della Città di Cortona sono stati concessi con decreto del presidente della Repubblica del 22 aprile 2014.
Il gonfalone è un drappo di rosso.
La bandiera è un drappo di rosso, caricato dallo stemma sopra descritto con l'iscrizione centrata in oro recante la denominazione della Città.

## Monumenti e luoghi d'interesse

### Architetture civili
- Palazzo Comunale sito in Piazza della Repubblica. Palazzo costruito nel Medioevo verso il XII secolo, sopra le rovine dell'antico Foro Romano nei pressi del punto d’incrocio degli antichi cardo e decumano.
- Villa Tommasi Aliotti
- Villa Passerini
- Villa Farina
- Villa Il Sodo

### Architetture militari
- Rocca di Pierle castello in rovina nella frazione di Mercatale.

### Aree archeologiche

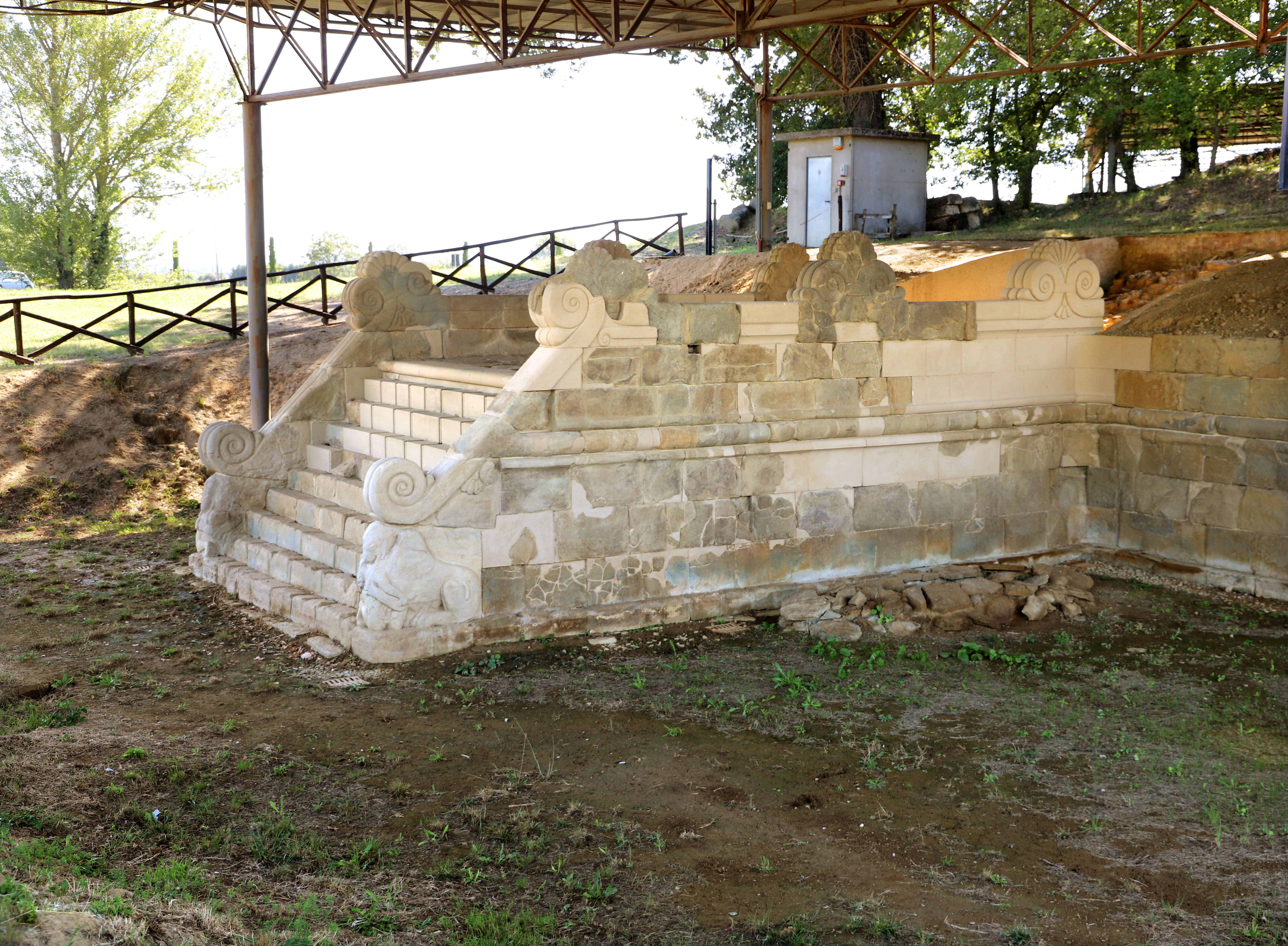
Piattaforma d'altare per le cerimonie funebri del tumulo II del Sodo (c.a 600 a.C.)

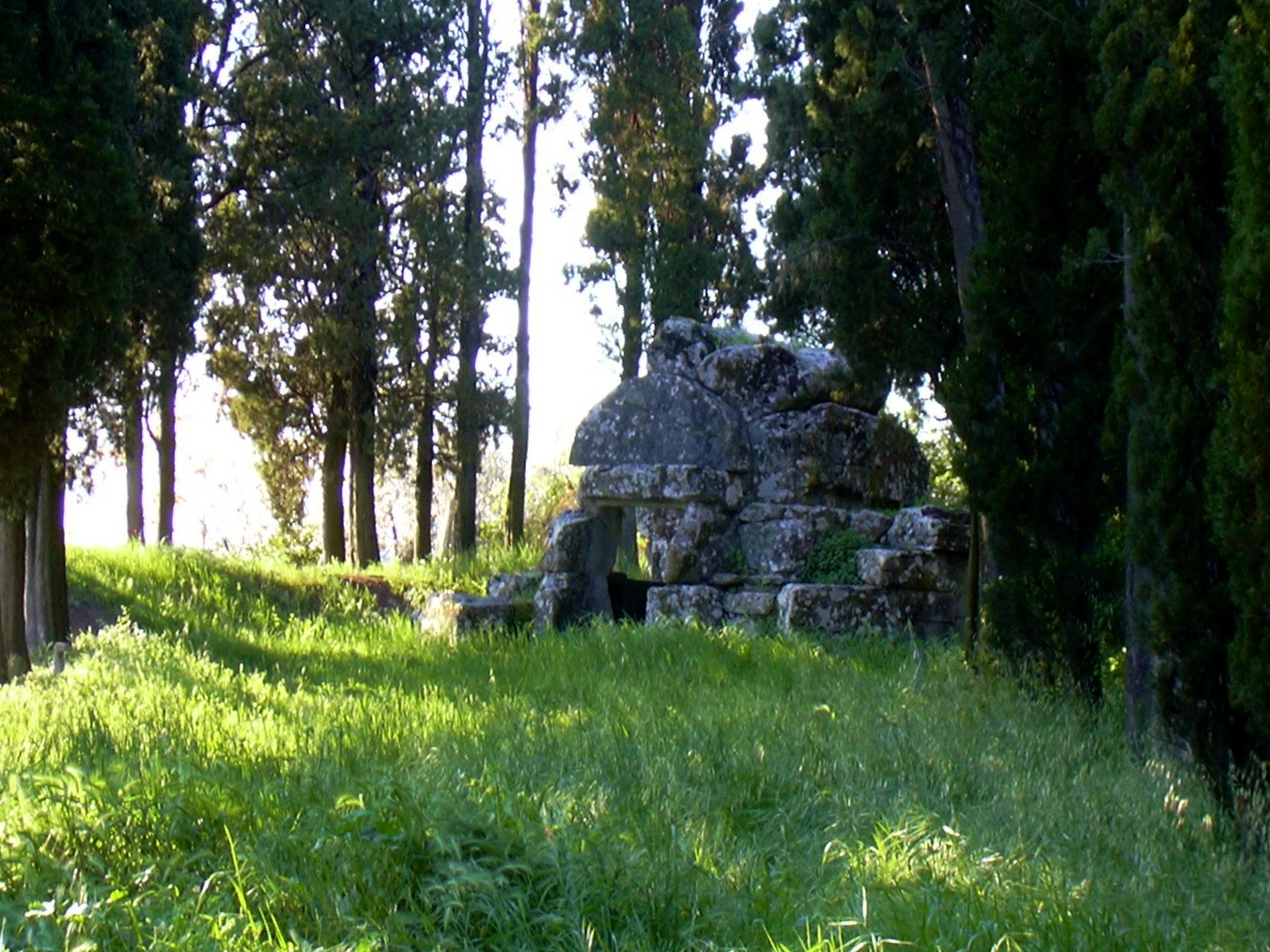
Tanella di Pitagora

Il parco archeologico di Cortona conta 11 siti. Tra questi spicca il secondo tumulo del Sodo, un'imponente tomba arcaica (VI secolo a.C.) con una monumentale gradinata decorata da grandi gruppi scultorei:
1. Tomba di Mezzavia
2. Tumulo I del Sodo
3. Tumulo II del Sodo
4. Tanella Angori
5. Tanella di Pitagora[19]
6. Tumulo di Camucia
7. Villa di Ossaia
8. Strada romana del Torreone
9. Strada romana del monte Maestrino
10. Strada romana di Teverina Bassa
11. Cisterna Bagni di Bacco
12. Tratto murario presso palazzo Cerulli-Diligenti
13. Tratto murario presso palazzo Casali
14. Mura etrusche
15. Porta Bifora
16. Volta a botte presso via Guelfa
17. Museo dell'Accademia Etrusca e della città di Cortona
18. Museo Paleontologico

### Architetture religiose
- Duomo di Cortona
- Basilica di Santa Margherita
- Chiesa dello Spirito Santo
- Chiesa di San Benedetto
- Chiesa di San Cristoforo
- Chiesa di San Domenico
- Chiesa di San Filippo Neri
- Chiesa di San Francesco
- Chiesa di San Marco
- Chiesa di San Niccolò
- Chiesa di Santa Chiara
- Chiesa di Santa Maria Nuova

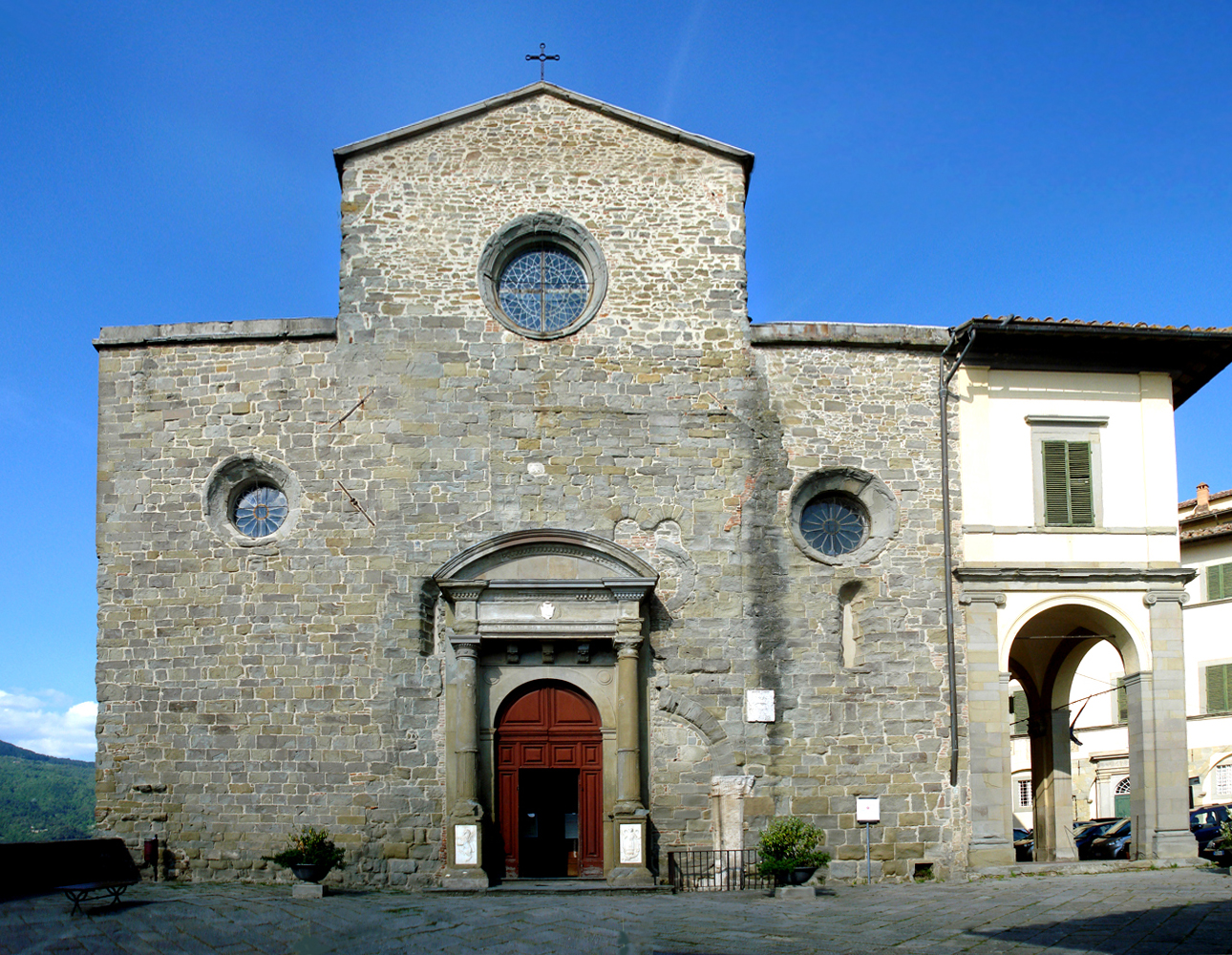
La chiesa più importante della città: il duomo di Cortona

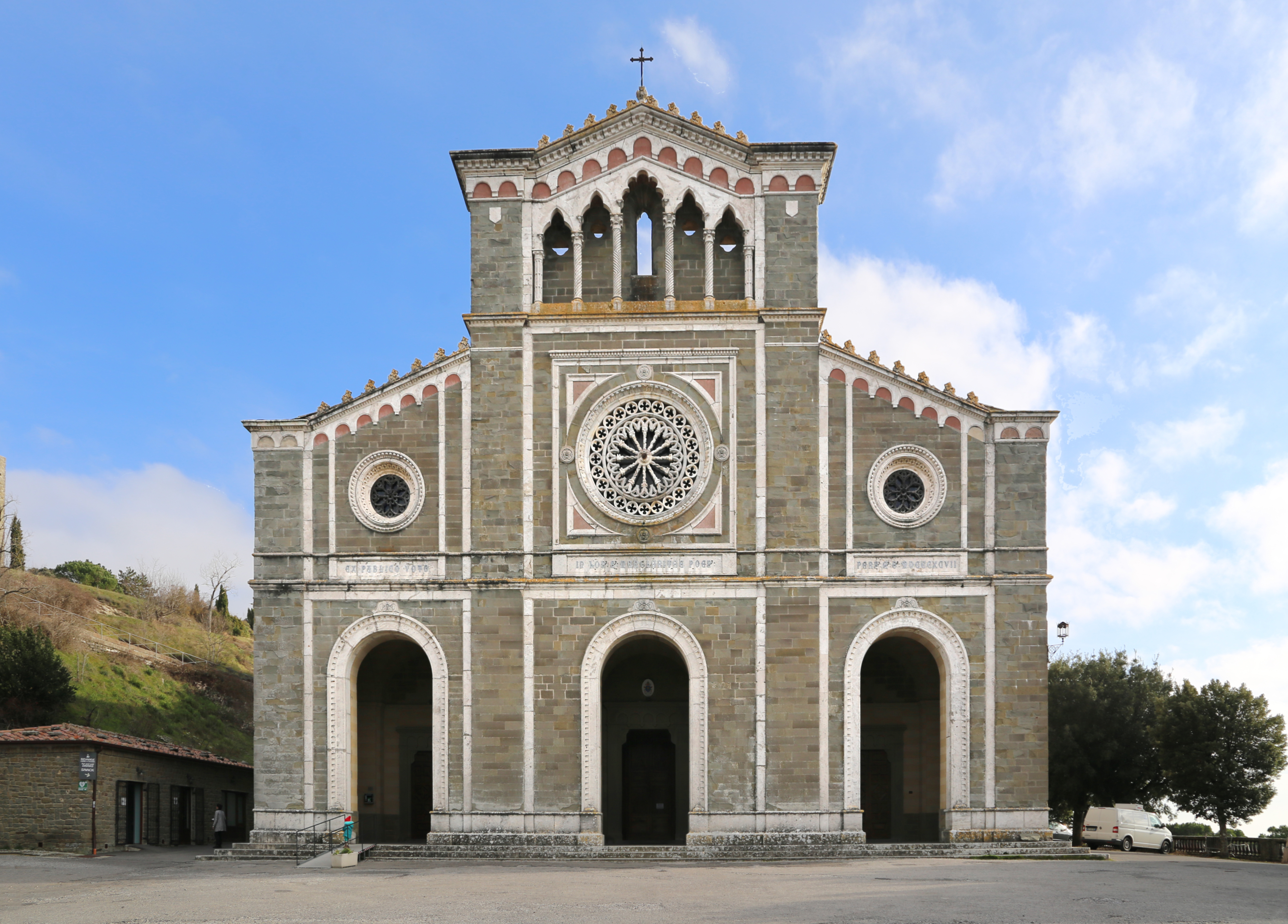
Basilica di Santa Margherita

- Chiesa di Santa Maria delle Grazie al Calcinaio
- Ex chiesa del Gesù
- Abbazia di Farneta
- Convento delle Celle
- Chiesa di San Donnino (o della Madonna della Croce)
- Pieve di San Michele Arcangelo a Metelliano
- Santuario della Madonna del Bagno
- Chiesa di San Biagio a Pierle
- Chiesa di San Marco Evangelista
- Chiesa dei Santi Ippolito e Biagio
- Via Crucis di Gino Severini

### Porte del Centro Storico
1. Porta Sant'Agostino (detta anche Porta Guelfa o Porta San Vincenzo)
2. Porta Berarda
3. Porta Colonia
4. Porta Ghibellina (detta anche Porta Bacarelli o Porta San Benedetto)
5. Porta Santa Maria (detta anche Porta del Calle o Porta Castiglionese)
6. Porta Montanina
7. Porta Santa Margherita

## Società

### Evoluzione demografica
Cortona è attualmente il terzo comune più popoloso della provincia dopo il capoluogo e Montevarchi.
Abitanti censiti

### Etnie e minoranze straniere
Secondo i dati ISTAT, al 1º gennaio 2024 la popolazione straniera residente era di 1 972 persone.
Al 31 dicembre 2022, le nazionalità più rappresentate erano:
1. Romania, 577
2. Marocco, 217
3. Albania, 193
4. Polonia, 131
5. Regno Unito, 110
6. Cina, 72
7. Tunisia, 66
8. Stati Uniti d'America, 61
9. Pakistan, 54
10. Nigeria, 48
11. Germania, 42
12. Filippine, 38
13. Ucraina, 36
14. Bulgaria, 31

### Lingue e dialetti
Il dialetto più parlato in Cortona e dintorni è il chianino, molto simile al dialetto toscano.

### Tradizioni e folclore

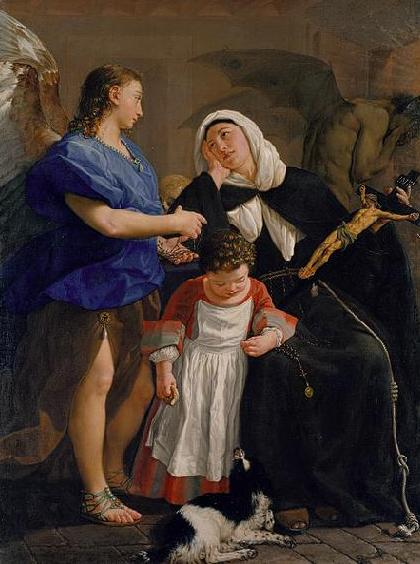
La santa patrona di Cortona: santa Margherita

- Ogni quarta domenica del mese: Mostra scambio del modernariato in Piazza Signorelli[21]
- 22 febbraio: Festa religiosa di Santa Margherita[22]
- Inizio giugno: Giostra dell'Archidado[23]
- Tra fine agosto e inizio settembre: Mostra antiquaria[24]

## Cultura

### Istruzione

#### Musei
- Museo diocesano
  - Beato Angelico, Annunciazione (1430 circa) e Trittico di Cortona
- Museo dell'Accademia Etrusca e della città di Cortona (MAEC)[25]

Il museo riunisce in un unico percorso espositivo lo storico museo dell'Accademia etrusca e il museo della città etrusca e romana di Cortona.

#### Scuole
Cortona conta quattro asili nido, dieci scuole dell'infanzia, nove scuole primarie, sei scuole secondarie e due istituti d'istruzione superiore (Istituto d'Istruzione Superiore "Luca Signorelli" e Istituto d'Istruzione Superiore “A. Vegni”).

### Teatri
- Teatro Signorelli[26]

### Radio
- Radio Incontri InBlu Cortona

### Istituzioni culturali
- Accademia Etrusca
- Accademia degli Arditi
- Sosta Palmizi Centro Coreografico

### I Quintieri
In principio le Chiese di San Vincenzo, di Santa Maria e di San Marco, che erano anche le sedi delle compagnie laicali, dividevano la città in Terzi. Tale divisione verrà mantenuta fino al tardo medioevo, quando ai tre Rioni sopracitati ne verranno costituiti due nuovi per esigenze amministrative. I due Rioni costituiti prenderanno il nome di Sant'Andrea (dal nome della Chiesa che sorgeva in Piazza Signorelli) e di Peccioverardi (dal nome della porta che sorgeva alla fine di Via Nazionale). Questa ulteriore ripartizione porterà a cinque il numero dei Rioni e da questo il nome di Quintieri.

### Film e serie TV girati a Cortona
- Margherita da Cortona (1950)
- I racconti di padre Brown (1970), serie TV
- Canterbury proibito (1972)
- Le due vite di Mattia Pascal (1985)
- Le Memorie di Ali (1993)
- Ritorno a casa Gori (1996)
- La vita è bella (1997)
- Buffy l'ammazzavampiri (2000), serie TV, nell'ottavo episodio della prima stagione dal titolo Il male nella rete
- Sotto il sole della Toscana (2003)
- Gino Bartali - L'intramontabile (2006), serie TV
- Copia conforme (2010), girato tra Arezzo, Lucignano e Cortona
- Conan Without Borders (2018), serie TV, nel nono episodio Conan in Italy, nel quale Conan O'Brien e Jordan Schlansky cenano in un ristorante della città

### Eventi
Da luglio a settembre: Cortona On The Move, festival internazionale di visual narrative.

## Geografia antropica

### Frazioni
- Adatti
- Barullo
- Battifollo
- Bocena
- Borgonuovo
- Cà di Masino
- Campaccio
- Camucia
- Cantalena
- Capazzano
- Capezzine
- Centoia
- Casale
- Casorbica
- Cegliolo
- Chianacce
- Cignano
- Cortoreggio
- Creti
- Falzano
- Farinaio
- Farneta
- Fasciano
- Fossa del Lupo
- Fratta
- Fratticciola
- Gabbiano
- Innaquatina
- La Dogana
- La Mucchia
- Mencaglia
- Mengaccini
- Mercatale
- Metelliano
- Mezzavia
- Monsigliolo
- Montalla
- Montanare
- Montecchio
- Mucchia
- Novelle
- Ossaia
- Pergo
- Pierle
- Pietraia
- Poggioni
- Portole
- Renaia
- Riccio
- Ronzano
- Ruffignano
- Salcotto
- San Donnino Val di Pierle
- San Lorenzo Rinfrena
- San Marco in Villa
- San Pietro a Cegliolo
- San Pietro a Dame
- Santa Caterina
- Sant'Andrea di Sorbello
- Sant'Angelo
- Scanizza
- Seano
- Sodo
- Tavarnelle
- Teccognano
- Terontola
- Teverina
- Tornia
- Torreone
- Valecchie
- Vallone

## Economia

### Artigianato
Per quanto riguarda l'artigianato, è ancora attiva e diffusa l'arte della ceramica del coccio, rinomata per i metodi di lavorazione tradizionali e per i prodotti tipici locali.

## Infrastrutture e trasporti

### Ferrovie
Cortona dispone di due stazioni ferroviarie, entrambe sulla ferrovia Firenze-Roma. La più importante è la stazione di Terontola-Cortona dove fermano anche molti InterCity; l'altra, dove invece fermano solo treni regionali, è la stazione di Camucia-Cortona.
Il collegamento con le due stazioni al capoluogo e con gli altri comuni e frazioni limitrofi è operato dalle autolinee Etruria Mobilità.

## Amministrazione

### Gemellaggi
- Château-Chinon, dal 1962[28]
- Athens, dal 1978[28]
- Budapest, dal 1988[28]
- San José de Los Remates, dal 1989[28]
- Paternopoli, in seguito al terremoto dell'Irpinia del 1980[29]
- Krujë, dal 1995[28]
- Czechowice-Dziedzice, dal 20 marzo 2014[senza fonte]
- Carmel (Indiana), dal 2022[30]
- La Valletta, dal 26 agosto 2022[31][32]

## Sport
Cortona è stata sede di arrivo della 2ª tappa del Giro d'Italia 1982, vinta da Michael Wilson.
Al 2023, la società di calcio dell'A.S.D. Cortona Camucia Calcio milita nel girone F del campionato di Prima Categoria Toscana.
Altre società di calcio presenti nel territorio comunale partecipanti al campionato di Seconda Categoria Toscana girone I sono l'A.S.D. Fratta Santa Caterina, il G.S. Terontola e il G.S. Circolo Fratticciola.
Nel campionato di Terza Categoria girone di Arezzo militano altre due società del territorio cortonese, cioè la Polisportiva Pietraia e l'A.S.D. Monsigliolo Calcio.